# Biriri
Biriri è una circoscrizione rurale (rural ward) della Tanzania situata nel distretto di Siha, regione del Kilimangiaro. Conta una popolazione di 5 179 abitanti (censimento 2022).